# Keith Murray
Keith Murray es un rapero estadounidense nacido en Brooklyn, Nueva York, en 1974. Forma parte del trío Def Squad, junto a Redman y Erick Sermon. El mayor éxito de Murray es "The Most Beautifullest Thing in this World", en 1995.

## Discografía
- 1994: The Most Beautifullest Thing in this World
- 1995: Enigma
- 1999: It's A Beautiful Thing
- 1999: Most Beautifullest Hits
- 2003: He's Keith Murray
- 2007: Rapmurrfoebia
- 2008: Intellectual Violence
- 2009: My Home

- Datos: Q185364